# Theodor Körner (Schriftsteller)

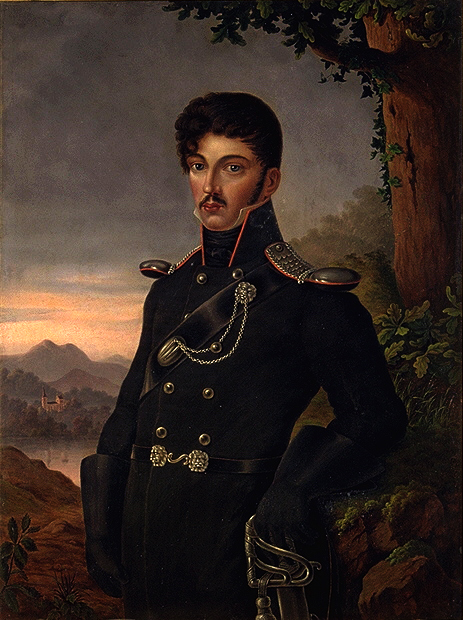
Porträt des Theodor Körner, Gemälde von Dora Stock, 1814. Körners Unterschrift:

Carl Theodor Körner (* 23. September 1791 in Dresden; † 26. August 1813 im Forst Rosenow bei Lützow) war ein deutscher Schriftsteller und Freiheitskämpfer. Durch seine patriotischen Gedichte und seinen frühen Tod als Angehöriger des Lützowschen Freikorps in den Befreiungskriegen wurde er zur nationalen Leitfigur. Zu seinen bekanntesten Werken gehören das Gedicht Lützows wilde Jagd und die Sammlung Leier und Schwert.

## Leben und Wirken

### Familie

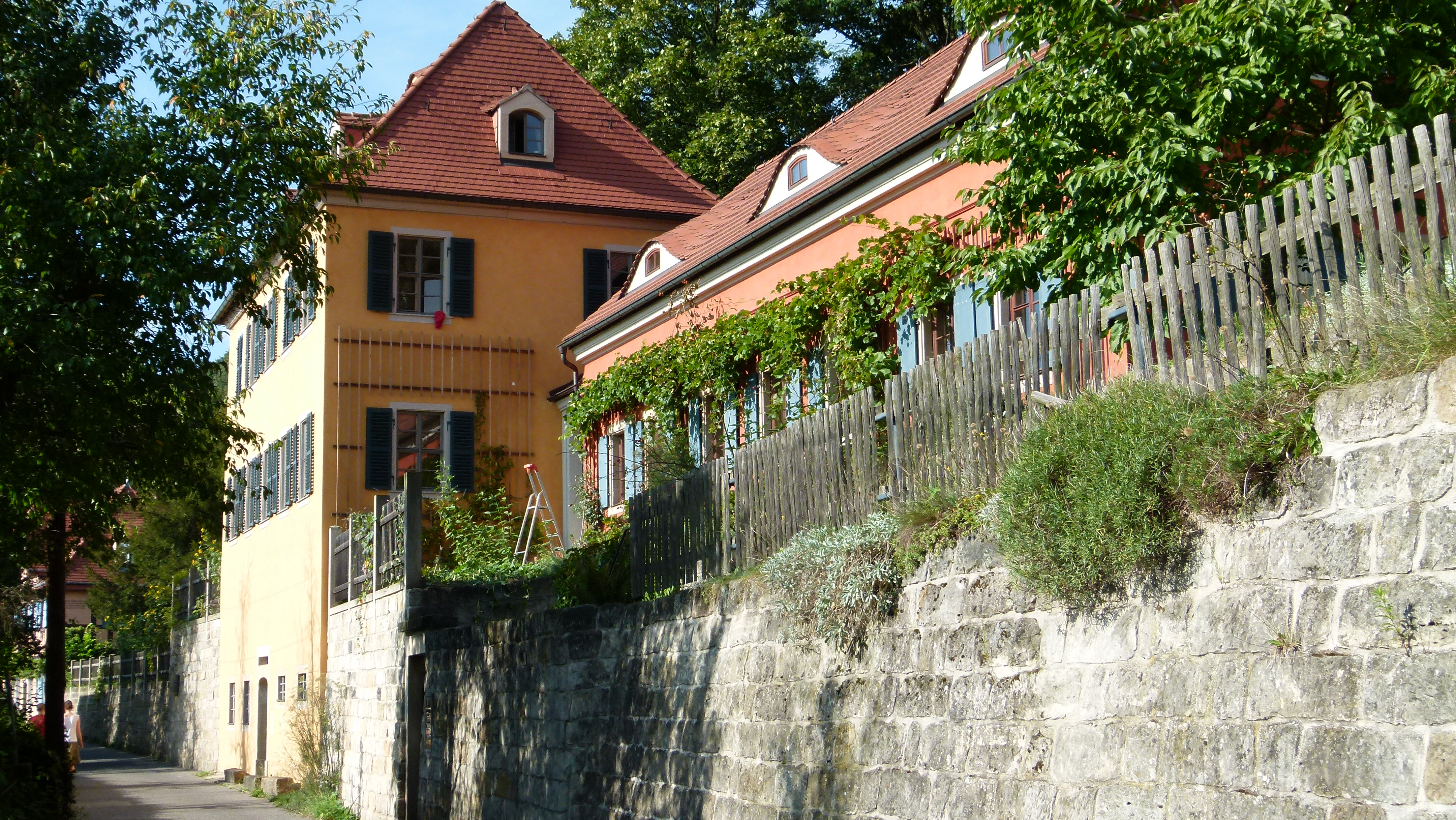
Gartenhaus der Familie Körner am Körnerweg 6 in Loschwitz

Theodor Körner wurde als Sohn des Oberappellationsgerichtsrats Christian Gottfried Körner am 23. September 1791 „abends 3/4 auf 11 Uhr“ in Dresden geboren. Seine Mutter war Anna Maria Wilhelmine Jacobine Körner, Tochter des Kupferstechers Johann Michael Stock, bei dem der junge Goethe Zeichnen und Radieren gelernt hatte. Am 2. Oktober 1791 wurde er in seinem Elternhaus am Kohlmarkt in der Dresdner Neustadt durch Hofprediger Raschig getauft. Taufpaten waren neben anderen Dorothea von Kurland sowie Elisa von der Recke in Mitau. Mit seiner drei Jahre älteren Schwester Emma war Theodor in inniger Geschwisterliebe verbunden. Sein Vater war Freund und Förderer Schillers, der eine Zeit lang bei den Körners wohnte.
Die Familie Körner pflegte regen gesellschaftlichen, künstlerischen und geistigen Austausch. Neben Schiller bestanden enge Kontakte zu Goethe, Heinrich von Kleist, dem Grafen Friedrich Leopold von Geßler, Christoph Friedrich Nicolai, Wilhelm und Alexander von Humboldt, Novalis und den Brüdern August Wilhelm und Friedrich Schlegel. Wie der Vater verfügte Körner über musikalisches Talent. Er besaß zeichnerische Begabung wie seine Mutter und seine Schwester Emma, die das letzte Bild Theodors bei seinem Aufenthalt als Lützower Jäger im April 1813 von ihm schuf. Beide sangen später an der zelterschen Liedertafel und Theodor in Wien in Streichers Chor. Er beherrschte auch eine Anzahl Instrumente, am liebsten war ihm jedoch die Gitarre.
Zunehmend machte sich seine dichterische Begabung bemerkbar. Kaum eine von Emmas Freundinnen wurde von ihm nicht dichterisch umworben: „An Augusten“, „An Theresen“, „An Henriette“ sind die Titel einiger Gedichte.

### Studium

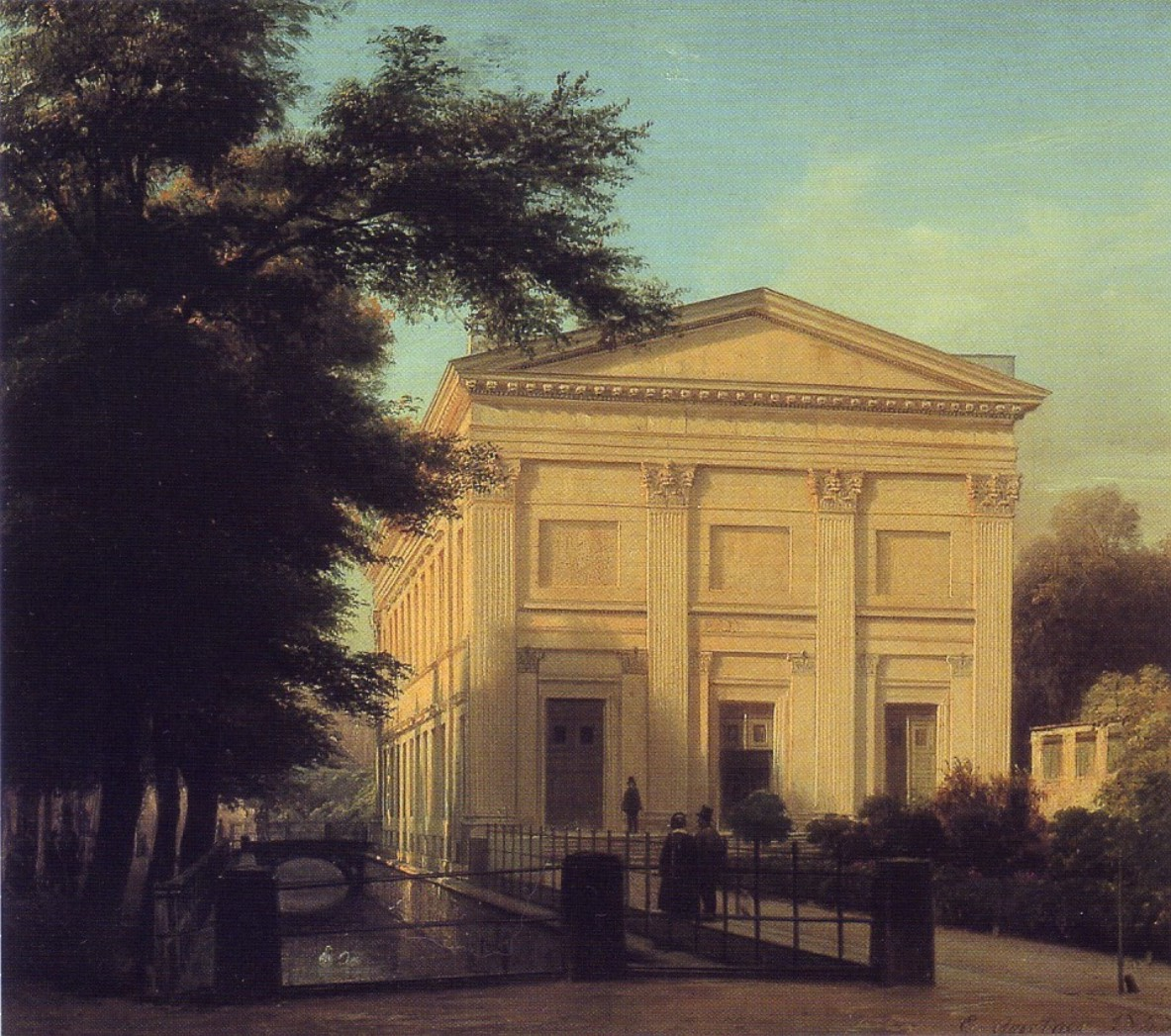
Sing-Akademie zu Berlin, Gemälde von Eduard Gaertner, 1843

1808 begann er sein Studium an der Bergakademie Freiberg und schloss sich der damaligen Landsmannschaft der Montanen, dem heutigen Corps Saxo-Montania an. Dort wurde er vom Geologen Abraham Gottlob Werner gefördert. Zunächst interessierte er sich mehr für die praktische Seite, fuhr in Bergmannstracht unter Tage und fühlte sich bei der harten Arbeit der mächtigen Natur verbunden. Später wandte er sich allerdings der theoretischen Seite zu. Häufige ausgedehnte Fußreisen führten ihn zur Burg Gnandstein, von Dresden über das Elbsandsteingebirge ins Böhmische Mittelgebirge und ins Riesengebirge. Eine reichliche Auslese von Naturgedichten war die Folge. Bereits 1810 erschien sein erster Gedichtband, die Knospen, bei Göschen.
Im Sommer desselben Jahres wechselte er an die Universität Leipzig, schloss sich der damaligen Landsmannschaft Thuringia an und begann, Geschichte und Philosophie zu studieren. Körners Studentenleben gestaltete sich der Zeit entsprechend wild, und wenn es galt, der adligen Koterie Paroli zu bieten, war er stets dabei. Von 1810 bis 1811 amtierte er als Senior der Thuringia und war neben seinem Freund Flemming, dem Senior der Lusatia, Anführer eines Kampfes gegen die „adelige Fechtgesellschaft“ an der Universität, der er vorwarf, „wohl Manschetten zu tragen“, aber keinen Mut zu haben. Die Landsmannschaften verhängten den Verruf über die Fechtgesellschaft, was zu schweren Unruhen und Prügeleien führte, bei denen die adelige Seite auch Pistolen einsetzte. Wegen des Verdachts der Aufforderung zu einem Duell erhielt er acht Tage Karzer. Aufgrund der drohenden Relegation nach einem weiteren verbotenen Duell wechselte Körner 1811 nach Berlin und hörte Vorlesungen bei Johann Gottlieb Fichte, Friedrich Schleiermacher und Barthold Georg Niebuhr. In Berlin gehörte er zu den Stiftern des Corps Guestphalia I. Außerdem sang er in der zelterschen Sing-Akademie zu Berlin und turnte unter Friedrich Ludwig Jahn und Friedrich Friesen.
Eine Krankheit mit Fieber machte einen längeren Aufenthalt in Karlsbad erforderlich. In dieser Zeit erfolgte die Relegation von allen mit Leipzig in Kompaktatverhältnis stehenden Universitäten, wozu auch Berlin gehörte. Nach Heidelberg wollte, aber nach Wien sollte der allzu temperamentvolle Student auf Wunsch seines Vaters nun gehen.

### Am Wiener Burgtheater

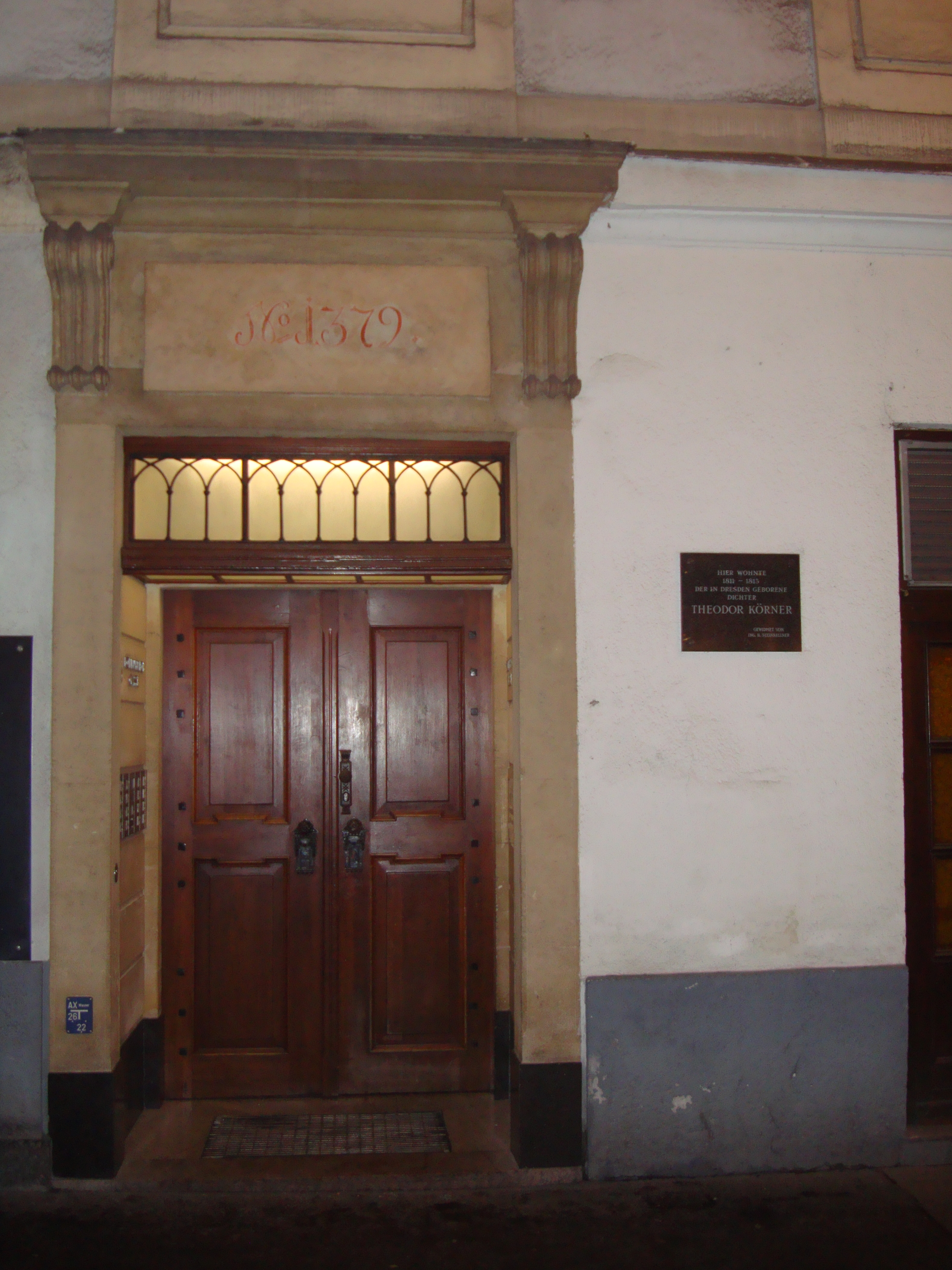
Wohnhaus von Theodor Körner in der Köllnerhofgasse 3 in Wien

In Wien hatte er freundschaftliche Kontakte zu den ihm aus seinem Elternhaus Bekannten, insbesondere zu Wilhelm von Humboldt, aber auch zu Friedrich Schlegel, dessen Frau Dorothea und ihrem Sohn Philipp Veit. Er wohnte in der Köllnerhofgasse 3, wo eine Gedenktafel an ihn erinnert. Freundliche Aufnahme fand er im Salon der Baronin Henriette von Pereira-Arnstein, Tochter der Fanny von Arnstein, wo er häufig seine Gedichte oder einige der damals im Schwange verbreiteten Schauergeschichten vortrug. Auch lernte er dort die Dichterin Caroline Pichler kennen.
Zunächst belegte er noch Vorlesungen, doch traten seine Studien zunehmend gegenüber seinem dramatischen Schaffen in den Hintergrund. Binnen weniger Monate hatte er mehrere kürzere Schauspiele, insbesondere Lustspiele, für das Burgtheater geschrieben. Hier lernte er die so hübsche wie talentierte Schauspielerin Antonie Adamberger kennen, Tochter des bereits verstorbenen und von Mozart sehr geschätzten Hofsängers Josef Valentin Adamberger. Eine tiefe Leidenschaft ergriff ihn, und noch 1812 verlobten sich beide.
Im Sommer 1812 schrieb Körner sein größtes Drama, den Zriny. Die Parallele des ungarischen Heldenkampfes gegen die türkischen Eroberer zu dem Freiheitskampf gegen die französische Fremdherrschaft war unverkennbar (siehe Zrinski (Adelsgeschlecht)).
Eine glanzvolle Karriere als Dramatiker schien ihm offenzustehen, denn sowohl vom Fürsten Lobkowitz als auch vom Grafen Ferdinand Pálffy erhielt er Anstellungsverträge als Theaterdichter. Körner entschied sich für die Stelle am Burgtheater und erhielt als solcher den Titel eines k. k. Hoftheaterdichters. Auf diese Weise lernte er auch Ludwig van Beethoven kennen, für den er im Februar 1813 das Opernlibretto Ulysses’ Wiederkehr entwarf. Aber bereits im März 1813 kündigte er diese Stelle, als Preußen sein Volk im Kampf gegen Napoleon zu den Waffen rief. Als er am 18. März 1813 über Neustadt von Wien nach Breslau reiste, sah er in der Nähe von Kunzendorf einen preußischen Grenzadler, der ihn dazu inspirierte, das Gedicht Der Grenzadler zu schreiben. Zum 100. Jahrestag des Grenzübertritts von Körner im Kunzendorf-Wald bei Neustadt (1913) wurde ein Gedenkposten mit einem Zinnadler und einer Gedenktafel mit dem Text des Gedichts Der Grenzadler beschlossen.

### Im Lützowschen Freikorps

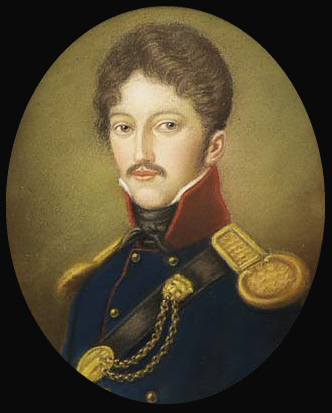
Halbbildnis von Theodor Körner, Pastellzeichnung von seiner Schwester Emma Körner, 1813

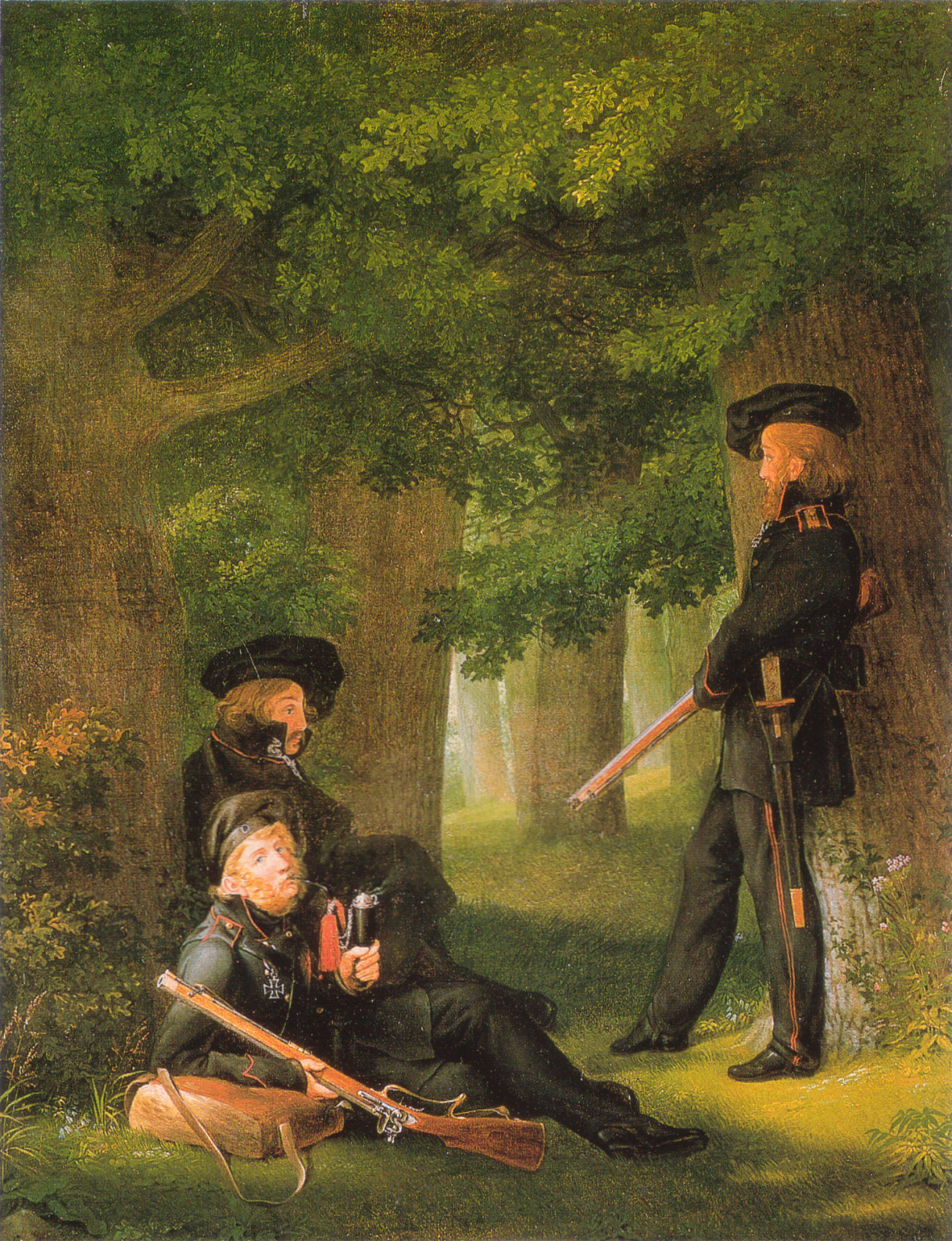
Theodor Körner, Friesen und Hartmann auf Vorposten, Ölgemälde von Georg Friedrich Kersting, 1815

Als bereits prominenter Dichter trat Körner dem Lützowschen Freikorps bei, das sich gerade in Breslau formierte, und traf unter den dort enrollierten Patrioten alte Bekannte wie Jahn und Friesen.
Körner, durch frühere tagelange Wanderungen in Böhmen und Sachsen an ermüdende Märsche gewöhnt, ließ sich zunächst der Infanterie zuteilen, die im schlesischen Zobten Quartier bezog. Frisch auf, ihr Jäger, frei und flink und andere Gedichte schrieb er in rascher Folge, schon wurden sie zu bekannten Melodien von seinen Kameraden gesungen. Ein von ihm verfasster Choral erklang zur Einsegnung des Korps in der Kirche zu Rogau am 27. März. Am folgenden Tage rückte die Truppe in Richtung Sachsen aus. Unterwegs schrieb er einen „Aufruf an die Sachsen“ und ließ ihn als Flugblatt verteilen. Dieses war zuvor bereits von verbündeten Truppen besetzt worden. Am 6. April erreichte der Dichter, der seinem Korps als Marschkommissar vorauseilte, Dresden und besuchte seine Familie.
Die Lützower zogen über Leipzig, wo auf dem Schneckenberg das bekannte Gedicht Lützows wilde Jagd entstand, nordwärts und hatten so keine Gelegenheit, an den sich vornehmlich weiter südlich abspielenden Kampfhandlungen teilzunehmen. Verdrossen meldete der tatendurstige Dichter, der mittlerweile zum Leutnant befördert worden war, nach Hause: „Derweilen sitze ich hier an der Elbe und recognoscire, und finde nichts, sehe nach Westphalen über, und sehe nichts, lade meine Pistolen, und schieße nichts.“ Eins seiner dort entstandenen Gedichte lautete folgerichtig „Missmut“. Der weitere Marsch nach Norden zur Unterstützung des Wallmodenschen Korps endete, als Hamburg aufgegeben wurde. Lützow wendete sich wieder nach Süden.
Am 24. Mai trat der Dichter zur Kavallerie über, da er hoffte, hier seinem Tatendrang genügende Aufgaben zu finden, und avancierte zu Lützows Adjutanten. Tatsächlich kam es nun zu häufigen Geplänkeln und Überfällen auf kleinere Einheiten des Gegners. In einem Handstreich beraubte Körner das berühmte Gestüt in Wendelstein an der Unstrut seiner Pferde. Am 8. und 9. Juni 1813 hatten die Lützower Jäger ihr Biwak in Eichigt im sächsischen Vogtland auf der Husarenwiese neben der Kirche aufgeschlagen; ein Angriff auf Hof in Oberfranken war geplant. Während Lützow bei Pfarrer Johann Christian Wirth gastliche Aufnahme fand, war Körner im Biwak. Die auf der Wiese stehende Linde erhielt aus diesem Grunde den Namen Körnerlinde. Erst am 9. Juni erfuhr Lützow, zunächst auch nur vage, vom Waffenstillstand, der zwischen den Alliierten und Napoleon geschlossen worden war, und erst am 14. hatte er Gewissheit. Den Bestimmungen nach hätte das Korps bereits zwei Tage zuvor auf preußischem Boden sein müssen. Statt ins neutrale Böhmen zu ziehen, das nur wenige Stunden entfernt lag, ließ Lützow die Freischar über Gera und Zeitz nach Norden marschieren, zur Sicherheit allerdings mit sächsischen Marschkommissaren.
Am 17. Juni 1813 bezogen die Lützower ihr Lager bei Kitzen (südwestlich von Leipzig). Württembergische Truppen unter General Normann stellten sich ihnen entgegen. Dieser versicherte Lützow, der in Begleitung Körners vorangeritten war, keine feindlichen Absichten zu hegen, und verwies im Übrigen auf den kommandierenden französischen General Fournier. Dieser schleuderte ihnen jedoch entgegen: « L’armistice pour tout le monde, excepté pour vous ! » Der Angriff der feindlichen Kavallerie traf die Lützower unvorbereitet, sie wurden von der Übermacht regelrecht zusammengehauen. Körner erhielt einen Säbelhieb über den Kopf. Schwer verwundet, gelang ihm noch der Weg nach Großzschocher, wo er sich in einem Gehölz verbarg.  Dem Tode nahe schrieb er dort das Sonett Abschied vom Leben, dessen erstes Quartett lautet:
Die Wunde brennt, die bleichen Lippen beben.

Ich fühl’s an meines Herzens mattem Schlage,

Hier steh ich an den Marken meiner Tage.

Gott, wie Du willst, Dir hab ich mich ergeben.
Bauern, die das Holz zur Ausbesserung des Elsterwehres bewachen sollten, fanden den Dichter und brachten ihn in das nahegelegene Gutsgärtnerhaus von Großzschocher. Nach einer Nacht wurde er mit Hilfe des Freundes der Familie Körner, Kunze, auf dem Wasserweg zu dem Arzt Doktor Wendler nach Leipzig gebracht und dort versorgt. Auf die versprengten Lützower, von Napoleon ihrer schwarzen Uniformen halber verächtlich « brigands noirs », „schwarze Banditen“, genannt, wurde immer noch Jagd gemacht.
Als er sich einigermaßen stabilisiert hatte, wurde er von Freund zu Freund nach Karlsbad dirigiert. Dabei verbrachte er auch eine Nacht bei seiner Pflegeschwester Julie von Einsiedel auf Burg Gnandstein. In Karlsbad wurde er von seiner Patentante Elise von der Recke gepflegt. Ein Wiedersehen mit seinen Eltern, die ganz in der Nähe in Teplitz weilten, gab es nicht, um seine leidende Mutter zu schonen.

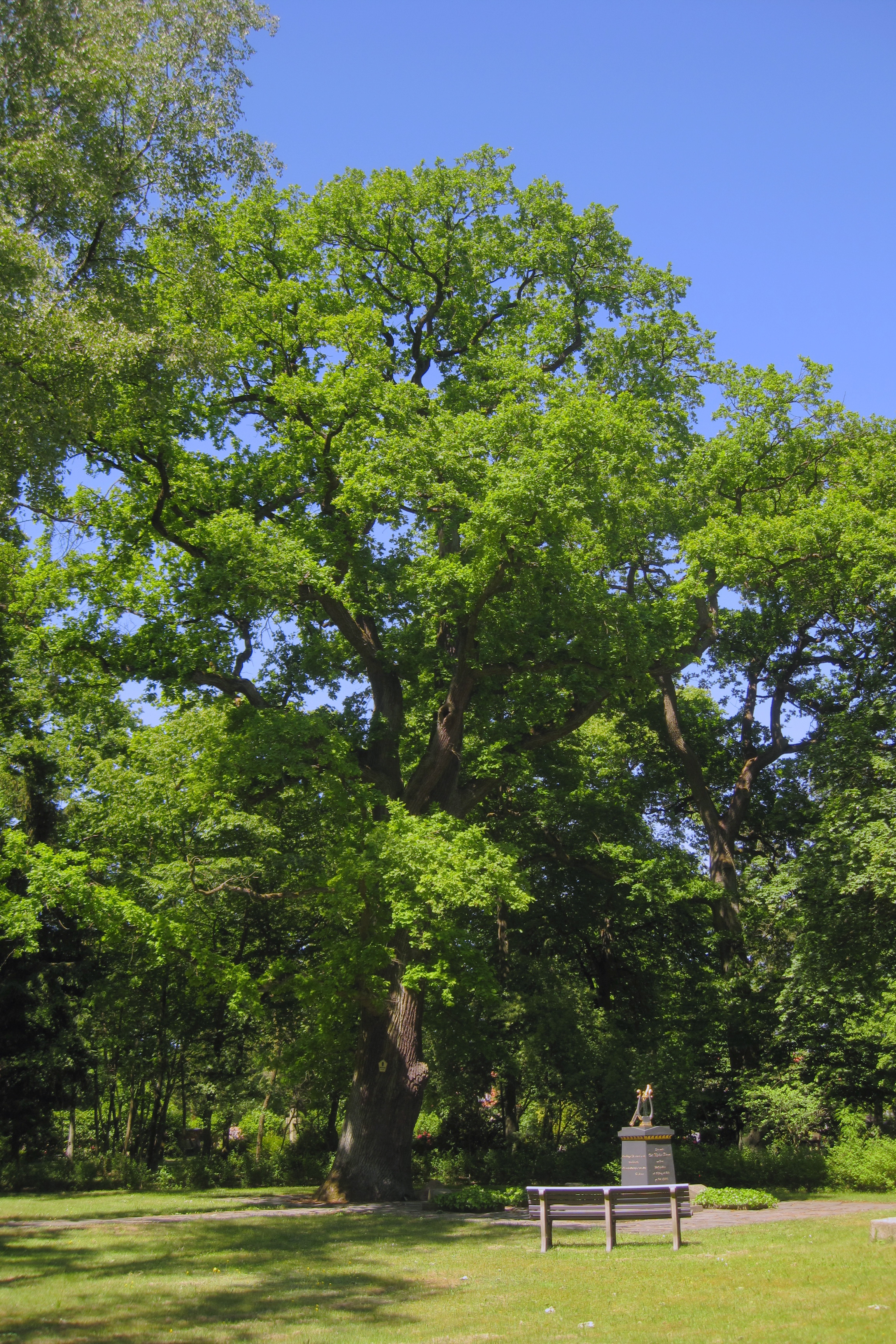
Theodor-Körner-Eiche in Wöbbelin

Auf dem Weg zu seinem Korps war Körner bei seinem Patenonkel Graf von Geßler in Reichenbach zu Gast, wo er den Freiherrn vom Stein, Arndt, Blücher und Gneisenau traf. Über Berlin gelangte er zu seiner nun in Norddeutschland kämpfenden Truppe, die ihre Unabhängigkeit eingebüßt hatte und dem Korps Wallmoden zugeordnet worden war. Fortwährend wurden wieder kleine Streifzüge durchgeführt. Den Abend des 25. August verbrachte Körner mit einer Streifschar unter Lützow auf dem Rittergut zu Gottesgabe. Er soll hier am Klavier gesessen und das zwei Tage zuvor entstandene „Schwertlied“ vorgetragen haben.
In der zweiten Morgenstunde des 26. August 1813 wurde ein feindlicher Transport gemeldet, auf den rasch ein Angriff geplant wurde. Bei dem folgenden Gefecht, das sich im Forst von Rosenow bei Gadebusch abspielte, fiel Theodor Körner. Die tödliche Kugel kam von einem deutschen Schützen, der aus Biebern im Hunsrück stammte. Körner wurde im Dorf Wöbbelin unter der nachmaligen Theodor-Körner-Eiche begraben, wo 1815 auch seine Schwester Emma und 1831 sein Vater Christian Gottfried Körner ihre letzte Ruhe fanden.

## Rezeption

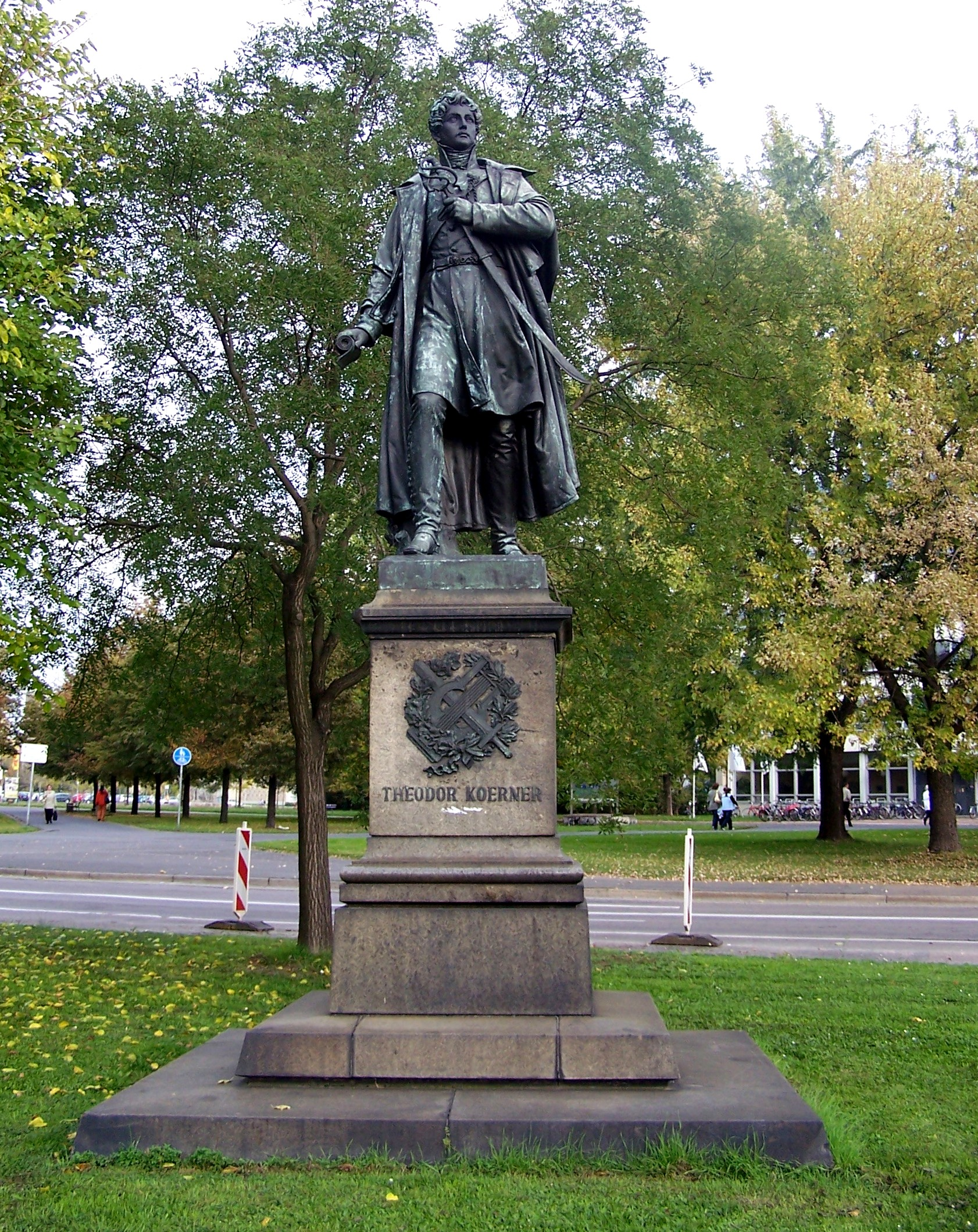
Theodor-Körner-Denkmal in Dresden

Körners teils stürmische, teils gefühlvolle Lyrik entsprach der ebenso romantischen wie patriotisch kampfbereiten Haltung der Menschen in einem Deutschland, das auch nach den Befreiungskriegen noch lange Zeit in viele Einzelstaaten zersplittert war. Sein Tod als Lützower Jäger erhob ihn zur vorbildhaften Gestalt. Die glaubwürdige Übereinstimmung von Dichtung und Leben empfahl Körnerns Werke für die Lehrpläne des Deutschen Bundes von 1815 und des Deutschen Reiches von 1871. Seine Gedichte aus seinem Buch Leier und Schwert wurden zum Vorbild für spätere Kriegslyrik. Lützows wilde Jagd auf Körners Text in Carl Maria von Webers dramatisch-schwungvoller Vertonung ist bis heute ein beliebtes Paradestück deutschsprachiger Männerchöre.
Von den Nationalsozialisten wurde Theodor Körner zu Propagandazwecken vereinnahmt. Das Gelände um die Grabstätte der Familie Körner in Wöbbelin wurde 1938 zum „Ehrenhain“ für Kundgebungen und Aufmärsche umgebaut. In mehreren deutschen Universitätsstädten, unter anderem Berlin, Rostock und Tübingen, wurden Kameradschaften des NS-Studentenbundes, die aus traditionellen Studentenverbindungen hervorgegangen waren, nach Körner benannt. Die Zeile „Das Volk steht auf, der Sturm bricht los“ aus Körners Gedicht Männer und Buben (1813) wurde von Propagandaminister Joseph Goebbels zur Phrase „Nun Volk, steh’ auf, und Sturm, brich los!“ für die Sportpalastrede 1943 abgewandelt. Doch auch Widerstandskämpfer gegen den Nationalsozialismus beriefen sich auf Theodor Körner. Im 6. Flugblatt der Weißen Rose zitierte Kurt Huber 1943 die erste Zeile aus Körners Aufruf (1813): „Frisch auf, mein Volk! Die Flammenzeichen rauchen.“
Nach 1945 geriet Körner in der Bundesrepublik weitgehend in Vergessenheit, in der DDR hingegen wurde er als „Held der deutschen Nation und Sänger für ein einheitliches und freies Deutschland“ verehrt. Marlene Dietrich wählte die Zeile „Hier steh ich an den Marken meiner Tage“ aus Körners Sonett Abschied vom Leben (1813) als Inschrift für ihren Grabstein in Berlin.
Im späten 20. Jahrhundert wurden Körner Zeilen untergeschoben, wie „Noch sitzt ihr da oben, ihr feigen Gestalten (...).“ Das Gedicht stammt von der rechtsextremen Dichterin Renate Schütte.

## Gedenken

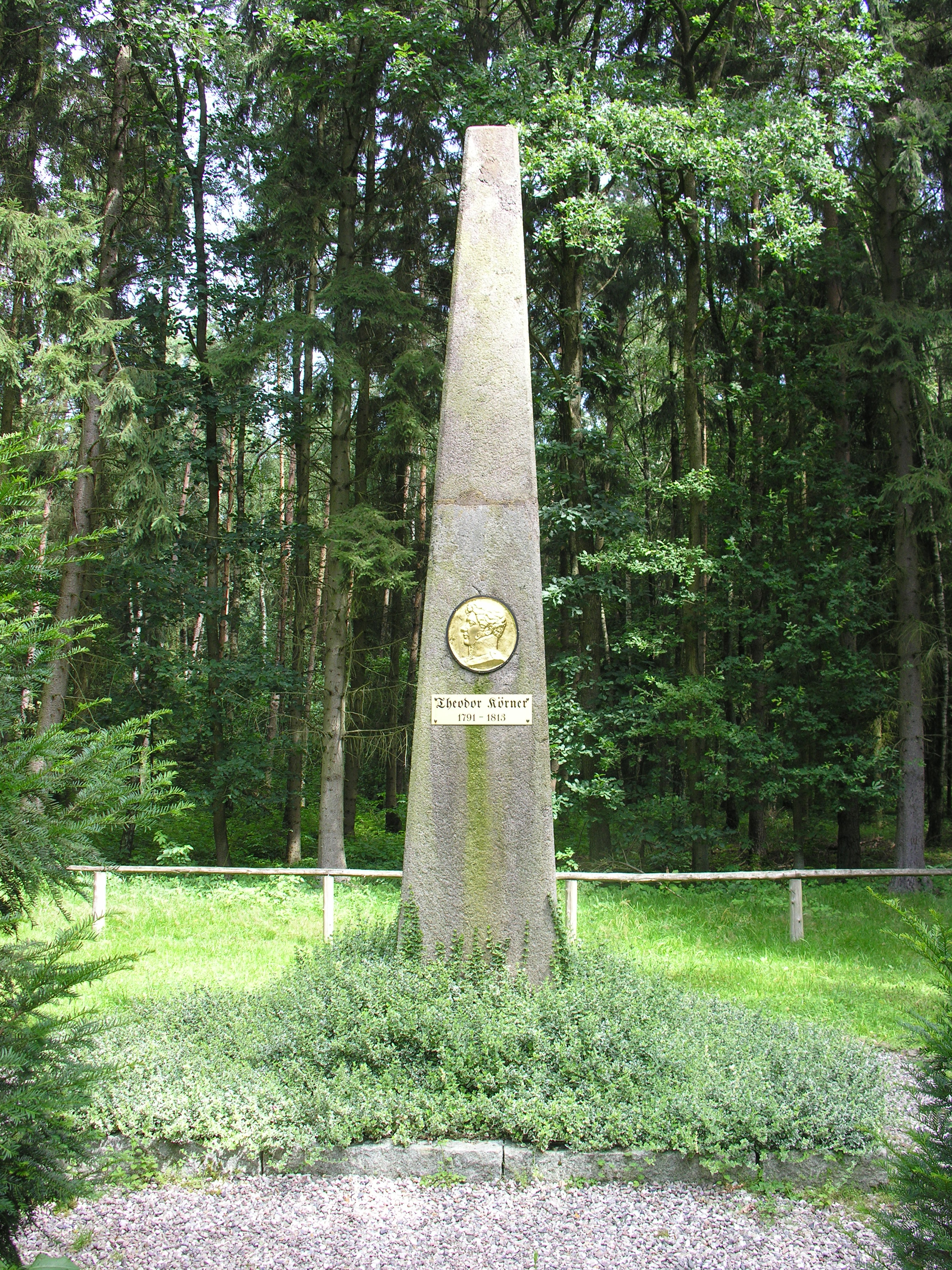
Obelisk am Sterbeort im Forst Rosenow

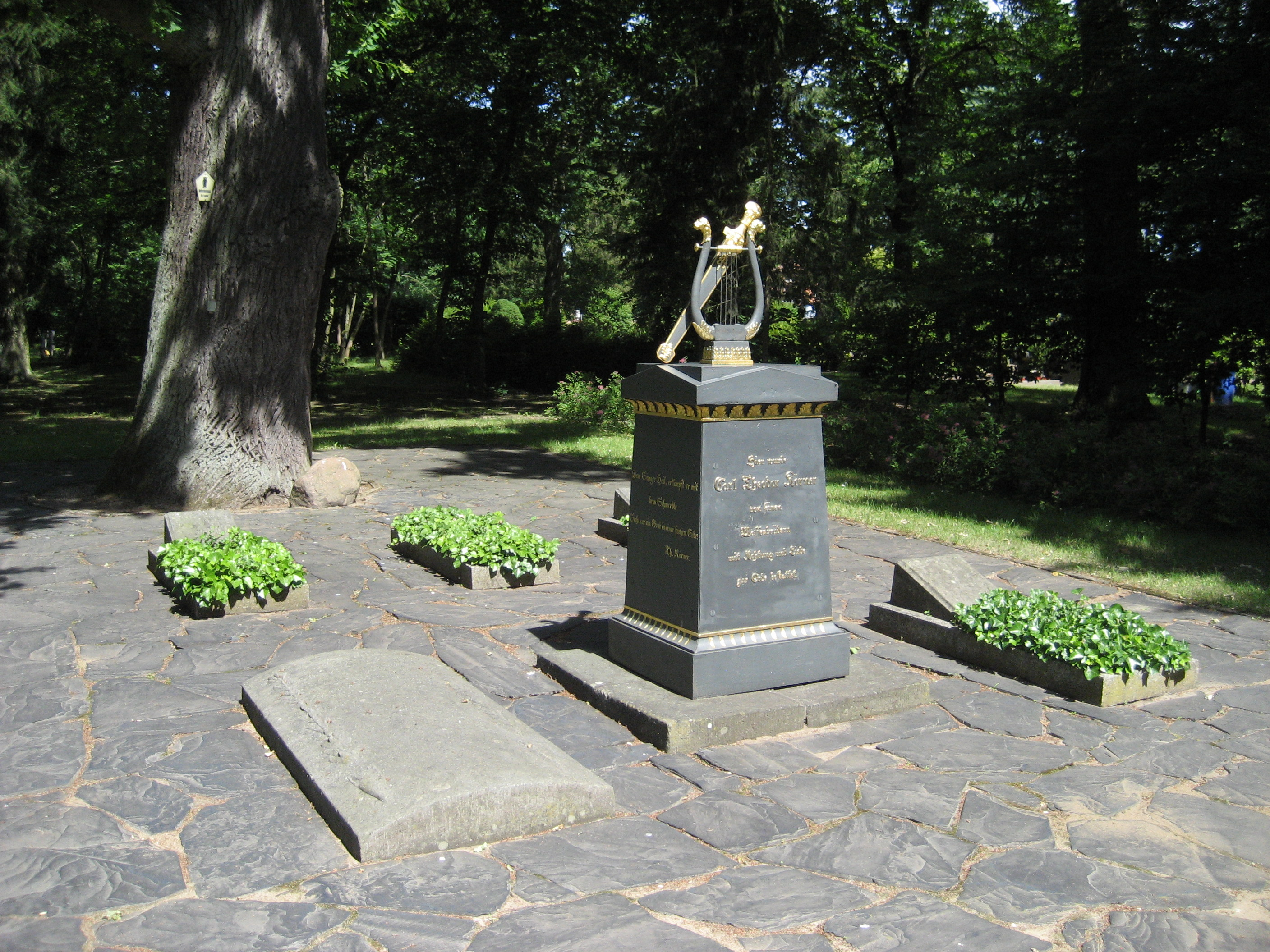
Grabmal unter der Theodor-Körner-Eiche in Wöbbelin

In zahlreichen Städten sind Straßen, Plätze und Einrichtungen nach Theodor Körner benannt.

### Museen
- Körner-Museum der Städtischen Sammlungen in Dresden, 1945 zerstört
- Körner-Museum in Wöbbelin bei Schwerin. Die Mahn- und Gedenkstätte erinnert gleichzeitig an Theodor Körner und an das ehemalige KZ Reiherhorst.
- Körner-Haus in Großzschocher, wo Körner eine Nacht vor den Franzosen versteckt wurde (erbaut 1734/35) mit einer Gedenktafel an den Dichter (angebracht 1865), seit 2000 Restaurierung durch den Bürger- und Förderverein „Körnerhaus Großzschocher“ als Vereinshaus, Museum und Archiv der Geschichte des Lützower Freikorps

### In der Kunst
- Körner-Denkmal in Bremen von Bildhauer Johann Andreas Deneys, enthüllt am 26. November 1865
- Statue in Dresden von Bildhauer Ernst Hähnel, enthüllt am 18. Oktober 1871 (Jahrestag der Völkerschlacht bei Leipzig)
- Statue in Chemnitz von Bildhauer Heinrich Epler, enthüllt am 18. Oktober 1901 (1946 abgebaut und zerstört)
- Statue in Breslau von Bildhauer Alexander Kraumann, enthüllt am 26. August 1913 (zerstört)
- Schiller-Körner-Denkmal in Dresden-Loschwitz, 1912–1913 von Bildhauer Oskar Rassau und Architekt Martin Pietzsch
- Körner-Kreuz auf dem Harrasfelsen nahe Braunsdorf, aufgestellt 1864
- Körner-Denkmal an der Körnerstraße in Frankfurt am Main
- Körner-Denkmal in (Wuppertal-) Barmen (im Zweiten Weltkrieg bei Luftangriffen zerstört)
- Körner-Stein in der Elsteraue im Waldstück „Die Schönen“ bei Großzschocher, wo Körner nach seiner Verwundung bei Kitzen gefunden wurde (errichtet 1913)
- Körner-Stein auf dem Zanzenberg in Dornbirn
- Körner-Gedenktafel am Opernhaus in Leipzig (an der Rückseite zum Schwanenteich)
- Gedenkstein in Leipzig, der an das Haus von Dr. Wendler erinnert
- Gedenktafel am ehemaligen Gutshaus in Kahnsdorf
- Gedenkstein rechts neben dem Eingang zur Burg Gnandstein
- Körner-Relief neben der Kirche in Frankenberg/Sa., erstellt 1913/2002
- Gedenkstein in Eichigt, aufgestellt 2003
- Gedenkstein auf der Landeskrone bei Görlitz
- Körner-Gedenkstein bei Kitzen
- Körner-Denkmal in Kitzen
- Gedenkstein in Plau am See (existiert nicht mehr)
- Gedenkstein auf dem St.-Annen-Friedhof in Dannenberg (Elbe)
- Gedenktafel auf dem Untermarkt in Freiberg
- Gedenktafel an der Kirnitzschtalklinik in Bad Schandau
- Körner-Büste in Wöbbelin, 1879 von Bildhauer Hermann Hultzsch
- Körner-Grab in Wöbbelin, 1814 nach Entwurf von Gottlob Friedrich Thormeyer (Dresden) und Vater Körners
- Körner-Stele und Gedenkstein am Sterbeort Körners im Wald bei Rosenow, Relief 1913 von Bildhauer Wilhelm Wandschneider
- Körner-Büste im Körner-Haus am Körnerplatz 16 in Chemnitz
- Körner-Denkmal in Asch (Böhmen), erbaut 1913 (heute Tschechien)
- Körner-Denkmal am Haus Döblinger Hauptstraße 83 in Wien, in dem Körner im Sommer 1812 wohnte (Gedenktafel des Originalgebäudes verschollen)
- Körner-Stele auf dem Waldfriedhof in Marschendorf (Horní Máršov), Freiheit an der Aupa (Riesengebirge), errichtet 1913
- Körner-Denkmal auf der Tafelfichte (Smrk) im Isergebirge (1124 m),  errichtet 1909; erneuerter Bronzeabguss des von Bildhauerin Juliana-Jaksch-Neuwinger ca. 1914 in Wien geschaffenen Porträts, zum 200. Todestages am 21. September 2013 durch Peter M. Wöllner, CiS systems s.r.o., Nové Mesto pod Smrkem angebracht
- Körner-Denkmal im Park der Villa Klinger in Neustadt an der Tafelfichte (Nové Mesto pod Smrkem), Kopie der von Bildhauerin Juliana Jaksch-Neuwinger ca. 1914 geschaffenen Bronze, die für die Tafelfichte gedacht war
- Körner-Denkmal in Ober-Tannwald (Isergebirge); Körner erwanderte das Isergebirge in seiner Freiberger Studentenzeit.
- Körner-Relief (überlebensgroß) am Hohlstein (Dutý kámen) in Nordböhmen
- Gedenktafel am Haus Domstraße 18 in Ratzeburg, in dem Theodor Körner seinen letzten Brief schrieb
- Gedenktafel am Haus Schweidnitzer Straße 5 (ul. Świdnicka) in Zobten
- Theodor-Körner-Hütte (1466 m) auf der Westseite des Gosaukamms im Bezirk Hallein (Tennengau) im österreichischen Bundesland Salzburg

### In der Natur
- Körner-Eiche in Freiberg von 1863
- Körner-Eiche und Gedenksteine in Lautertal (Odenwald), am Borstein
- Körner-Eiche und Körner-Gedenkstein in Bautzen in den Schilleranlagen, gepflanzt bzw. errichtet am 26. August 1863 (Stein und Eiche nahe beieinander, Baum 13–14 m hoch)
- Körner-Eiche am Spießberghaus bei Friedrichroda im Thüringer Wald, gepflanzt am 50. Todestag (26. August 1863); Der Baum ist seit 1968 als Naturdenkmal des Landkreises Gotha geschützt.
- Körne-Eiche in Lichtenwalde, gegenüber dem Harrasfelsen (existiert nicht mehr)
- Körner-Eiche in Wöbbelin
- Körnerlinde in Eichigt
- Körner-Eiche in Thalheim/Erzgeb. von 1891
- Körner-Eiche und Gedenkstein im Stadtwald von Frankfurt am Main
- Die Birnensorte Theodor Körner ist nach ihm benannt.
- Körner-Eiche in Dallwitz, einem Vorort von Karlsbad, Tschechien

## Werke von Theodor Körner (Auswahl)

### Gedichte
- Die Monatssteine (1810)
- Friedrich’s Todtenlandschaft (1810)
- Harras, der kühne Springer (Ballade, 1810) siehe Harrassage
- Knospen (Gedichtsammlung, 1810)
- Kynast (Ballade zur Kynastsage, 1853)
- Die Eichen (1812) Link auf externe Seite
- Zwölf freie deutsche Gedichte (1813), darunter Lützows wilde Jagd
- Leyer und Schwerdt (Gedichtsammlung, 1814, posthum) (Digitalisat und Volltext im Deutschen Textarchiv)

### Dramen
- Die Blumen (Ein Spiel in Versen) (erster dramatischer Versuch, 1812 oder früher in Wien entstanden)
- Der Kampf mit dem Drachen (Singspiel, 1811)
- Das Fischermädchen, oder: Haß und Liebe (Lyrisches Drama, 1811, Musik: Carl Steinacker)
- Die Braut (Lustspiel in Alexandrinern, 1811)
- Der grüne Domino (Lustspiel in Alexandrinern, 1811)
- Der Nachtwächter (Posse in Versen, 1812)
- Der Vetter aus Bremen (Ein Spiel in Versen, 1812)
- Toni (Drama, 1812, Musik: Carl Steinacker)
- Die Sühne (Drama, 1812)
- Rosamunde (Drama, 1812)
- Hedwig (Drama, 1812)
- Zriny (Drama, 1812)
- Der vierjährige Posten (Singspiel, 1812, vertont u. a. von Carl Steinacker und Franz Schubert)
- Die Gouvernante (Posse, 1813)
- Joseph Heyderich oder deutsche Treue (Trauerspiel, 1813)
- Die Bergknappen (Romantische Oper)
- Alfred der Große (Oper, vertont u. a. von Antonín Dvořák)
- Brinn (Trauerspiel, 1896)

### Erzählungen
- Die Reise nach Schandau (Eine Erzählung in Briefen, 1810)
- Die Reise nach Wörlitz (Eine Erzählung nach sechs gegebenen Kapitelüberschriften, 1810)
- Woldemar (Eine Geschichte aus dem italienischen Feldzuge von 1805)
- Hans Heiling’s Felsen (Eine böhmische Volkssage, 1811)
- Die Harfe (Ein Beitrag zum Geisterglauben, 1811)

## Werke über Theodor Körner

### Filme
- 1912: Theodor Körner. Regie: Franz Porten und Gerhard Dammann, Darsteller: Franz Fehér (Theodor Körner), Hermann Seldeneck (Major Lützow)
- 1924: Deutsche Helden in schwerer Zeit. Regie: Franz Porten und Curt Blachnitzky, Darsteller: Fritz Delius (Theodor Körner)
- 1932: Theodor Körner, Regie: Carl Boese, Darsteller: Willi Domgraf-Fassbaender (Körner), Dorothea Wieck (Antonie Adamberger), Sigurd Lohde (Lützow), Lissi Arna (Eleonore Prochaska)

### Hörspiele
- 1924: Der Vetter aus Bremen. Ein Spiel in Versen – Regie: Nicht angegeben (NORAG)
- 1925: Die Sühne – Regie: Alarich Lichtweiß (WEFAG)
- 1925: Die Sühne – Regie: Nicht angegeben (Schlesische Funkstunde AG)
- 1925: Der Nachtwächter – Regie: Nicht angegeben (Schlesische Funkstunde AG)
- 1925: Der Vetter aus Bremen – Regie: Alfred Braun (Funk-Stunde AG (Berlin), Jugendbühne)
- 1925: Der Nachtwächter – Regie: Alfred Braun (Funk-Stunde AG (Berlin), Jugendbühne)
- 1925: Der Nachtwächter – Regie: Kurt Lesing (ORAG)
- 1925: Der Nachtwächter; Der Vetter aus Bremen (Theodor Körner-Abend) –  Regie: Karl Köstlin (SÜRAG)
- 1925: Der Vetter aus Bremen – Regie: Nicht angegeben (WEFAG, Jugendbühne)
- 1925: Zriny – Regie: Nicht angegeben (WEFAG, Jugendbühne)
- 1926: Die Sühne – Regie: Nicht angegeben (ORAG)
- 1927: Der Nachtwächter – Regie: Karl Pündter (NORAG, Kleinstadt-Komödien)
- 1927: Der Vetter aus Bremen – Regie: Karl Pündter (NORAG, Kleinstadt-Komödien)

### Belletristik
- Klaus Back: Leier und Schwert. Eine historisch-biographische Erzählung über Theodor Körner. Berlin: Rütten u. Loening (1956).
- Klaus Ekkehart: Ritt nach Deutschland. Eine Erzählung um Theodor Körner. Stuttgart: Union Dt. Verl.-Ges. 1938.
- Erich Gower: Theodor Körner. Vaterländisches Spiel in 4 Aufz. Mühlhausen: Danner (1934).
- Klara Hofer: Das letzte Jahr. Ein Roman um Theodor Körner. Berlin: Ullstein (1936).
- Hans Löwe: Sänger und Held. Eine Erzählung aus dem Leben Theodor Körners. (Berlin): Verl. d. Nation (1953). (Kleine nationale Bücherei; 3)
- Martin Pfeifer: Theodor Körner. Mühlhausen: Danner (1926) (= Vaterländische Aufführungen; 18)
- Wolfgang Walter Pueschel: Der Sänger der Schwarzen Freischar. Eine Erzählung um Theodor Körner. (Berlin): Verl. Neues Leben 1954.
- Hans Reh: Aufbruch 1813. Theodor Körner, der Sänger und Held. Vaterländisches Volksspiel in 3 Teilen. Langensalza u. a.: Beltz (1934) (= Aus deutschem Schrifttum und deutscher Kultur; 454/455)
- Ulrich Völkel: Mit Leier und Schwert. Roman um Theodor Körner. Berlin: Verlag der Nation 1983.